# Estadio de Likas
El Estadio de Likas (en malayo: Stadium Likas) es un estadio se encuentra en el área de Likas de la ciudad de Kota Kinabalu, en Malasia. Se utiliza principalmente para el fútbol y el atletismo, y se encuentra dentro del Complejo deportivo Likas. El estadio fue inaugurado en 1983 y tiene una capacidad para 35 000 personas, lo que lo hace el octavo más grande estadio de fútbol de Malasia en términos de capacidad de asientos.
Este estadio fue originalmente un lugar con una pequeña tribuna que tenía capacidad para 200 personas. La renovación del estadio se terminó en el año 2001 para la celebración de Juegos Sukma en 2002.
Es el estadio del club de fútbol Sabah FA. También es el punto de inicio y final de la Maratón Internacional de Borneo que se celebra anualmente en Kota Kinabalu. El IRB Sevens Rugby de Borneo también es un evento que se celebra aquí con regularidad.

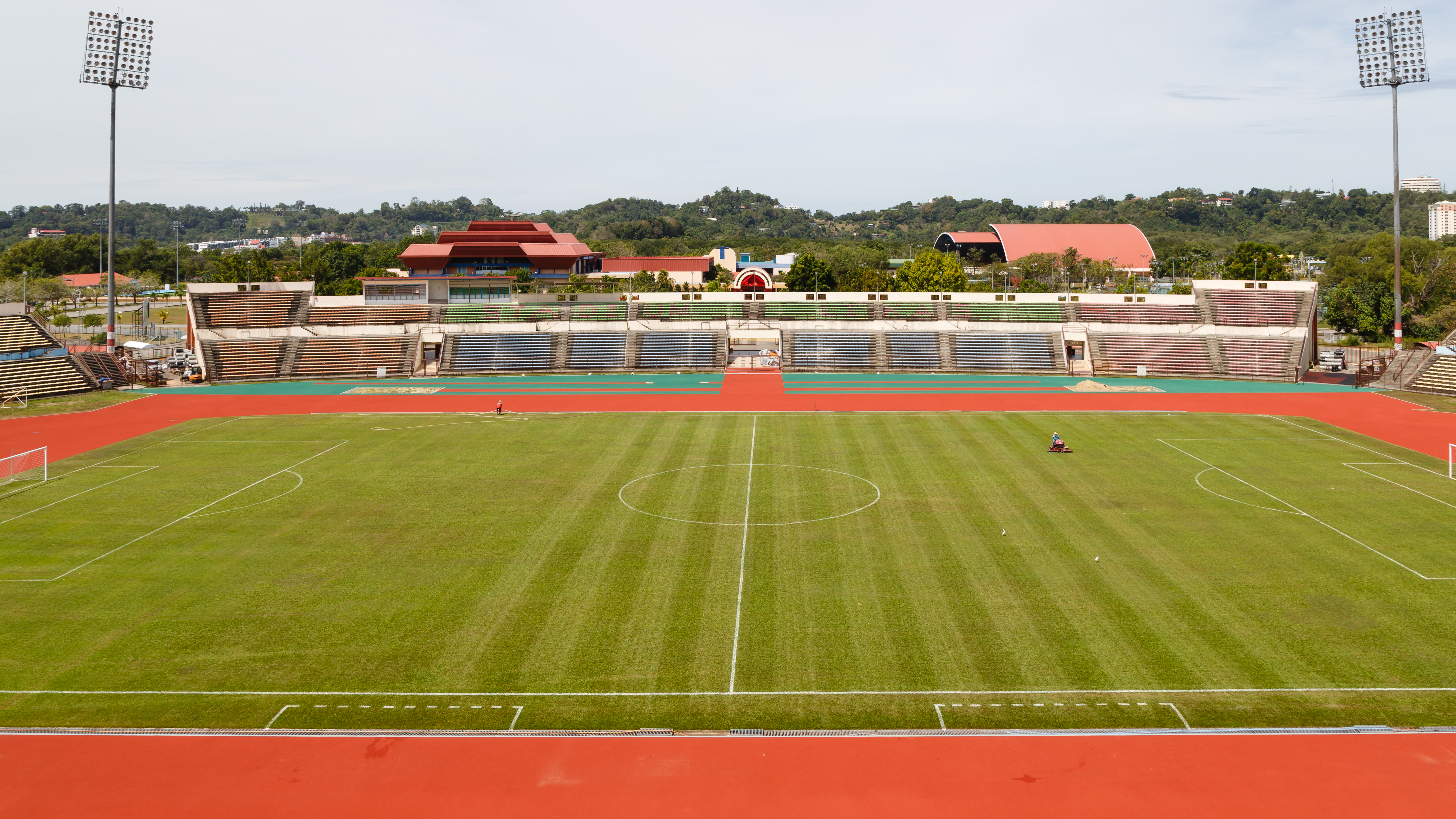
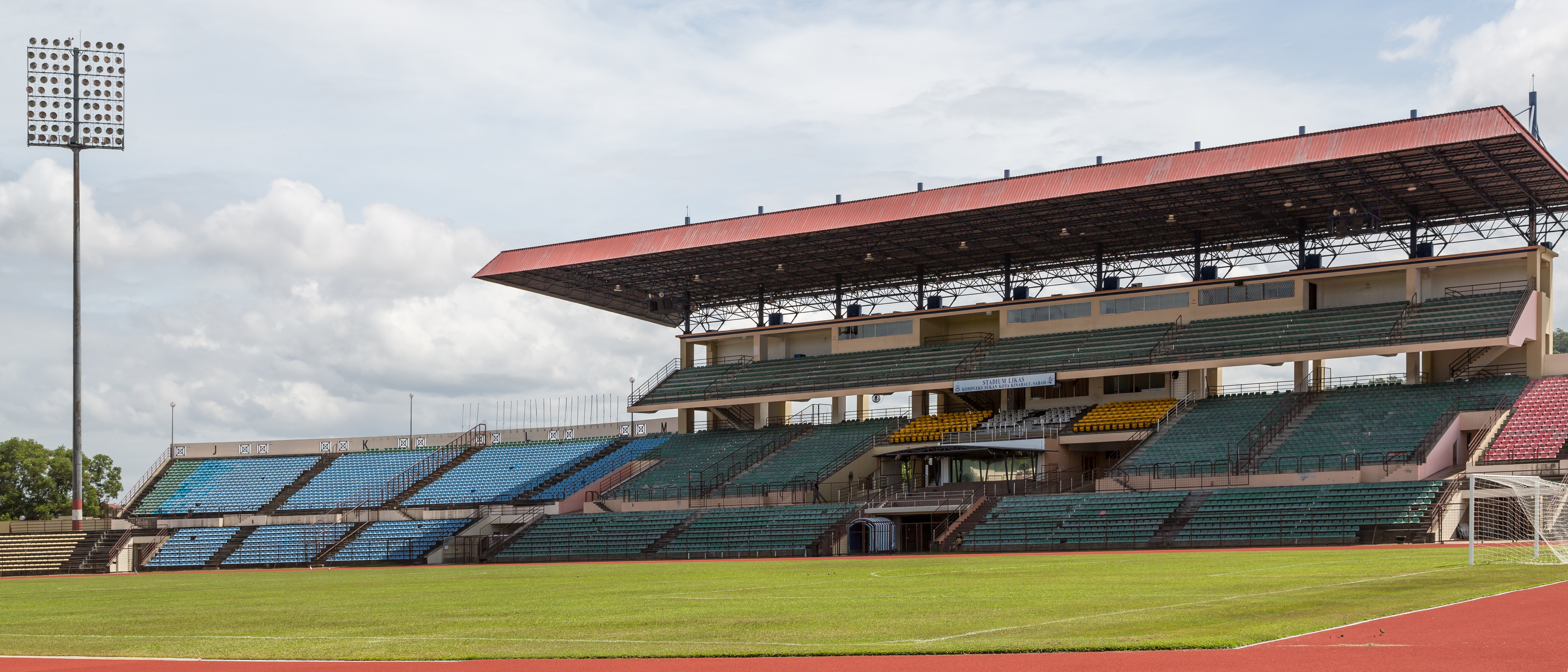